# ポール・A・バラン
ポール・アレグザンダー・バラン（Paul Alexander Baran, 1910年8月25日 - 1964年3月26日）は、アメリカ合衆国の経済学者。資本主義における独占の研究で知られる。
ロシア帝国のニコラーエフ（現在のウクライナ・ムィコラーイウ）生まれ。ベルリン大学経済学部の助手を務めた後、米国へ亡命。ハーバード大学で学び、スタンフォード大学でマルクス経済学者初のテニュアを取得した。同じ経済学者のポール・スウィージーと都留重人はハーバード大学の同期で、友人である。
1964年3月26日、カリフォルニア州パロアルトで死去。

## 著書

### 単著
- The Political Economy of Growth, (Monthly Review Press, 1957, 2nd ed., 1962).

浅野栄一・高須賀義博訳『成長の経済学』（東洋経済新報社, 1960年）
- Marxism and Psychoanalysis, (Monthly Review Press, 1960).
- The Longer View: Essays toward a Critique of Political Economy, (Monthly Review Press, 1970).

### 共著
- Monopoly Capital: An Essay on the American Economic and Social Order, with Paul M. Sweezy, (Penguin Books, 1966).

小原敬士訳『独占資本――アメリカの経済・社会秩序にかんする試論』（岩波書店, 1967年）